# Trichotrimicra
Trichotrimicra es un género de dípteros nematóceros perteneciente a la familia Limoniidae. Se distribuye por Sudáfrica, Kenia, Uganda, Nigeria, Congo y Ruanda

## Especies
- Contiene las siguientes especies:
- T. antilopa (Alexander, 1960)
- T. flavidella Alexander, 1972
- T. hirtipennis (Alexander, 1921)
- T. majuscula (Alexander, 1956)
- T. medleri Alexander, 1974
- T. rectangula Alexander, 1975
- T. subnuda (Alexander, 1956)
- T. tchaka (Alexander, 1960)
- T. vanstraeleni (Alexander, 1956)